# Bezirksgericht Matrei in Osttirol (Baudenkmal)

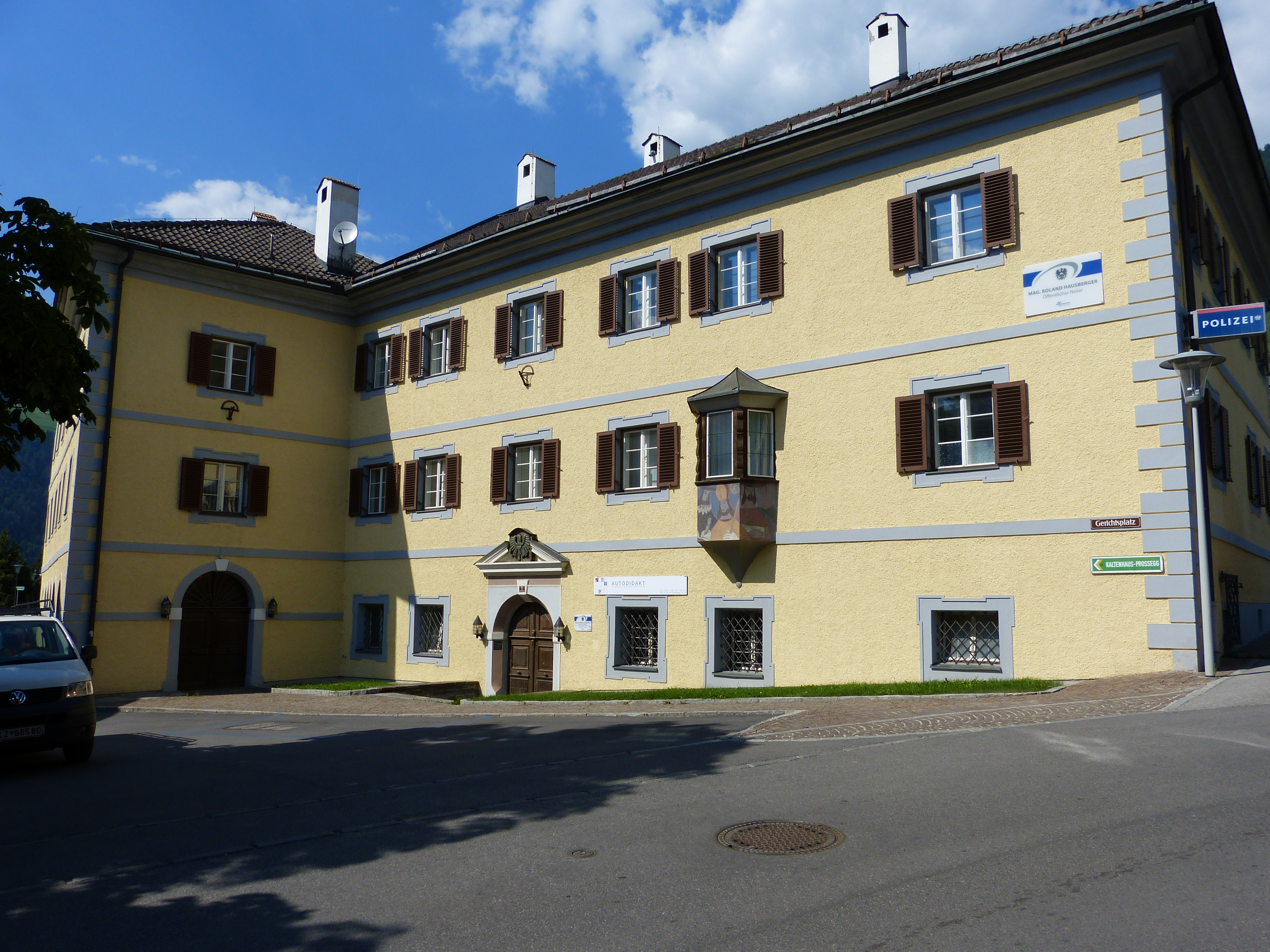
Pfleggerichtsgebäude, heute Polizeistation

Das Bezirksgericht Matrei in Osttirol ist ein denkmalgeschütztes Gebäude in der Marktgemeinde Matrei in Osttirol. Es diente bis 2002 als Bezirksgericht und stand dem Gerichtsbezirk Matrei in Osttirol vor.

## Gebäude

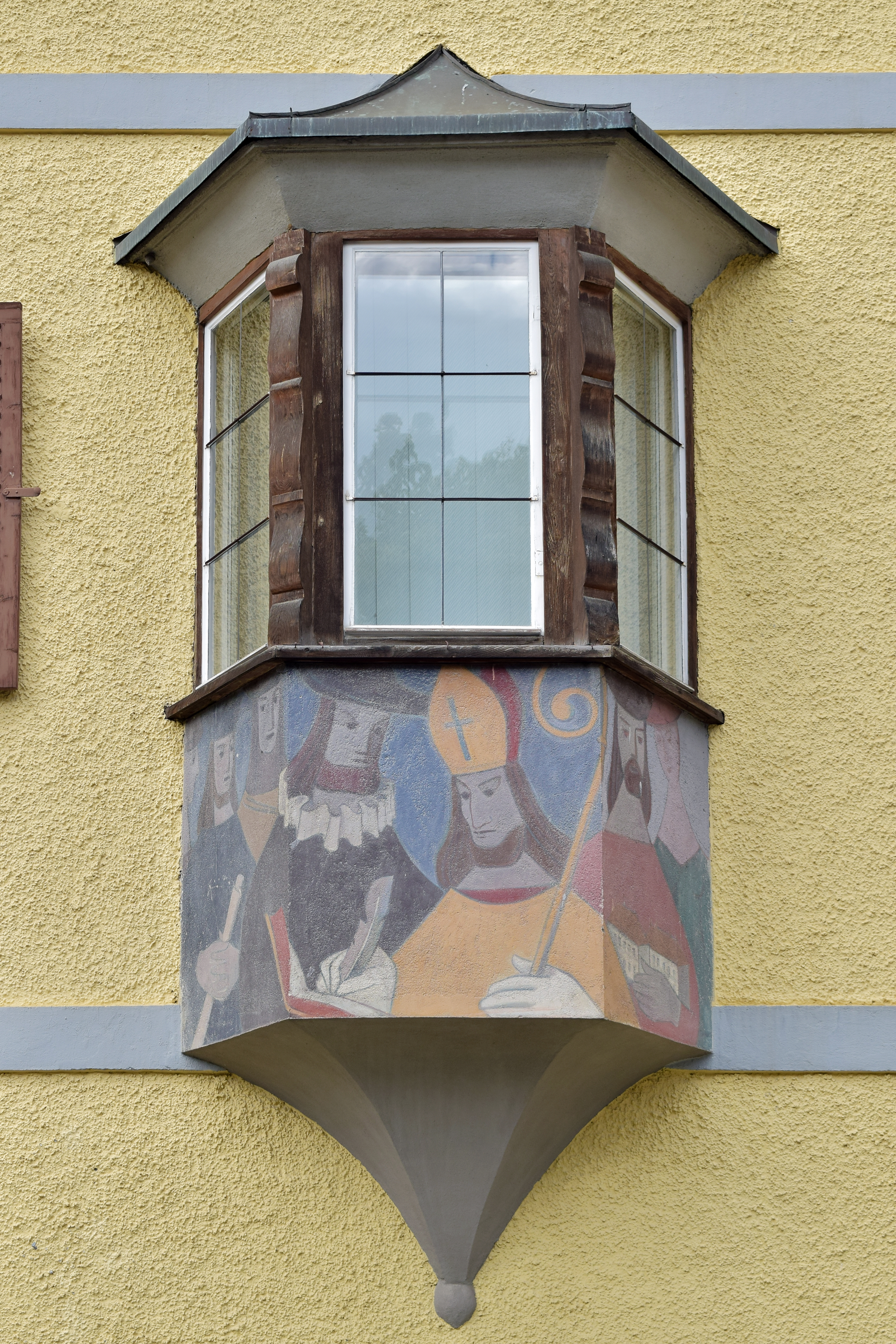
Fresko Verpfändung Matreis an das Salzburger Domkapitel von Franz Walchegger

Laut einer Inschriftentafel wurde das Gebäude am Gerichtsplatz Nr. 1–2 zwischen 1530 und 1539 errichtet. Mehrmals erfolgte eine Umgestaltung des Bauwerks, wobei maßgebliche Veränderungen 1717 von Nikolaus Ströner umgesetzt wurden. Geprägt wird das Gebäude von gotischen und barocken Elementen, wobei sich im Inneren des Gebäudes zum Teil gotische Tonnengewölbe mit Stichkappen und Kreuzgraten erhalten haben. Der Bau selbst wurde dreigeschoßig angelegt und verfügt über einen Erker an der Südseite. Außen wurde das Gebäude 1958 durch ein Fresko von Franz Walchegger geschmückt, das die Verpfändung Matreis an das Salzburger Domkapitel zum Thema hat. Nach einer Renovierung in den Jahren 1983 bis 1984 dient das Bauwerk heute als Sitz der örtlichen Polizeidienststelle und Ort des Grundbuchamtes. Zudem wurden Wohnungen in dem 2002 aufgelassenen Bezirksgericht eingerichtet.